# Rameau iléal de l'artère iléocolique
Le rameau iléal de l'artère iléocolique est une artère systémique de l'abdomen.

## Origine
Le rameau iléal de l'artère iléocolique est une branche de l'artère iléocolique.

## Trajet
Le rameau iléal de l'artère iléocolique remonte vers l'iléon terminal pour vasculariser les dix à quinze dernier centimètres de l'iléon.
Il constitue une anastomose avec le rameau colique de l'artère iléocolique formant l'arcade iléo-colique.
Il forme également des arcades anastomotiques avec les dernières artères iléales.
Dans certains cas, il peut donner naissance à l'artère appendiculaire.